# Эдинбургский Театр
Эдинбургский Театр — бывший кинотеатр в городе Эдинбург, Шотландия, в котором теперь проходят гастрольные и музыкальные концерты. Его вместимость составляет 3 059 мест (партер: 1519, балкон: 860 и амфитеатр: 680), что делает его крупнейшим рабочим неспортивным театром Великобритании. Hammersmith Apollo, аналогичное здание, имеет больше мест, но используется только для проведения концертов, а не для мюзиклов. Театром владеет Ambassador Theatre Group.

## История строительства
Театр открылся в 1929 году как первоклассный кинотеатр и был смоделирован по примеру нью-йоркского театра Рокси. Главный архитектор — Джон Фэйрвезер, известный как архитектор кинотеатра Green's Playhouse в Глазго. При открытии первоначальная цветовая схема была описана следующим образом: «Стены были выполнены под тона камня и слоновой кости, а крышу украшали полосы светло-зеленых листьев с золотыми промежутками. В зависимости от части здания сидения были обтянуты по-разному, чтобы их обивка гармонировала с окружением. Фасады органов были выполнены в венецианском стиле, а установленные там часы имели квадратную форму, были аккуратными и милыми».
На момент открытия являлся самым большим кинотеатром в Шотландии и четвёртым по величине в Великобритании. В 1974 году здание получило категорию В, а в 2008 году агентство Historic Scotland изменило его категорию на А.

## Спектакли
Театр принимает самых разных артистов и их шоу. Тут также выступает молодежь окрестностей, участвуя в проектах по накоплению опыта и молодежных мюзиклов, в которых выступают дети в возрасте от 10 лет и молодые люди старше 21 года. Все могут принять участие в шоу на всемирно известной сцене.
Театр является площадкой для проведения Международного эдинбургского фестиваля и Edinburgh Festival Fringe в августе каждого года.

## Призрак
В здании, как говорят, обитает призрак по имени Альберт, выглядящий как человек в сером пальто, появление которого на шестом этаже сопровождается холодным сквозняком. Говорят, что он был либо работником сцены, погибшим в результате несчастного случая, либо ночным сторожем, покончившим жизнь самоубийством.